# Ковизле
Ковизле је насеље у Србији у општини Брус у Расинском округу. Према попису из 2022. било је 24 становника. До 2002. године званичан назив насеља је био Ковизла.

## Демографија
У насељу Ковизле живи 47 пунолетних становника, а просечна старост становништва износи 40,8 година (39,1 код мушкараца и 42,5 код жена). У насељу има 16 домаћинстава, а просечан број чланова по домаћинству је 3,69.
Ово насеље је великим делом насељено Србима (према попису из 2002. године), а у последња три пописа, примећен је пад у броју становника.
|             | \| Демографија[2] \| Демографија[2] \| Демографија[2] \| \| Година \| Становника \| Становника \| \| -------------- \| -------------- \| -------------- \| \| 1948. \| 62 \| \| \| 1953. \| 73 \| \| \| 1961. \| 81 \| \| \| 1971. \| 83 \| \| \| 1981. \| 75 \| \| \| 1991. \| 63 \| 59 \| \| 2002. \| 59 \| 59 \| \| 2011. \| 44 \| \| |            |
| Демографија | |            |
| Година      | Становника | Становника |
| 1948.       | 62 |            |
| 1953.       | 73 |            |
| 1961.       | 81 |            |
| 1971.       | 83 |            |
| 1981.       | 75 |            |
| 1991.       | 63 | 59         |
| 2002.       | 59 | 59         |
| 2011.       | 44 |            |

| Етнички састав према попису из 2002.‍ | Етнички састав према попису из 2002.‍ | Етнички састав према попису из 2002.‍ | Етнички састав према попису из 2002.‍ | Етнички састав према попису из 2002.‍ |
| ------------------------------------ | ------------------------------------ | ------------------------------------ | ------------------------------------ | ------------------------------------ |
|                                      |                                      |                                      |                                      |                                      |
| Срби                                 | Срби                                 |                                      | 58                                   | 98,30%                               |
| непознато                            | непознато                            |                                      | 1                                    | 1,69%                                |

| Година пописа     | 1948. | 1953. | 1961. | 1971. | 1981. | 1991. | 2002. |
| ----------------- | ----- | ----- | ----- | ----- | ----- | ----- | ----- |
| Број домаћинстава | 9     | 9     | 11    | 14    | 15    | 15    | 16    |

| Број чланова      | 1 | 2 | 3 | 4 | 5 | 6 | 7 | 8 | 9 | 10 и више | Просек |
| ----------------- | - | - | - | - | - | - | - | - | - | --------- | ------ |
| Број домаћинстава | 2 | 2 | 3 | 4 | 2 | 3 | 0 | 0 | 0 | 0         | 3,69   |

| Пол    | Укупно | Неожењен/Неудата | Ожењен/Удата | Удовац/Удовица | Разведен/Разведена | Непознато |
| ------ | ------ | ---------------- | ------------ | -------------- | ------------------ | --------- |
| Мушки  | 25     | 8                | 15           | 2              | 0                  | 0         |
| Женски | 24     | 5                | 15           | 4              | 0                  | 0         |
| УКУПНО | 49     | 13               | 30           | 6              | 0                  | 0         |

| Пол    | Укупно                    | Пољопривреда, лов и шумарство | Рибарство                            | Вађење руде и камена | Прерађивачка индустрија       |
| ------ | ------------------------- | ----------------------------- | ------------------------------------ | -------------------- | ----------------------------- |
| Мушки  | 8                         | 6                             | 0                                    | 2                    | 0                             |
| Женски | 13                        | 12                            | 0                                    | 0                    | 0                             |
| УКУПНО | 21                        | 18                            | 0                                    | 2                    | 0                             |
| Пол    | Производња и снабдевање   | Грађевинарство                | Трговина                             | Хотели и ресторани   | Саобраћај, складиштење и везе |
| Мушки  | 0                         | 0                             | 0                                    | 0                    | 0                             |
| Женски | 0                         | 0                             | 0                                    | 0                    | 0                             |
| УКУПНО | 0                         | 0                             | 0                                    | 0                    | 0                             |
| Пол    | Финансијско посредовање   | Некретнине                    | Државна управа и одбрана             | Образовање           | Здравствени и социјални рад   |
| Мушки  | 0                         | 0                             | 0                                    | 0                    | 0                             |
| Женски | 0                         | 1                             | 0                                    | 0                    | 0                             |
| УКУПНО | 0                         | 1                             | 0                                    | 0                    | 0                             |
| Пол    | Остале услужне активности | Приватна домаћинства          | Екстериторијалне организације и тела | Непознато            | Непознато                     |
| Мушки  | 0                         | 0                             | 0                                    | 0                    | 0                             |
| Женски | 0                         | 0                             | 0                                    | 0                    | 0                             |
| УКУПНО | 0                         | 0                             | 0                                    | 0                    | 0                             |